# Astyanax orthodus
La sardina blanca (Astyanax orthodus)  es una especie de pez de agua dulce de la familia de los carácidos y del orden de los caraciformes.

## Morfología
El macho puede alcanzar 10 cm de longitud total. De coloración plateada con e lomo gris oscuro, banda lateral gris clara y aletas casi transparentes, se caracteriza por su mancha humeral horizontal ovalada

## Alimentación
Se alimenta de semillas e insectos.

## Hábitat
Vive en áreas de clima tropical entre los 24 °C-28 °C de temperatura.

## Distribución geográfica
Se encuentra en Colombia, en las cuencas de los ríos Atrao, San Juan y Patía y en Centroamérica, en Panamá, Costa Rica y Nicaragua